# Salvador címere

Salvador címere

Salvador címere egy háromszög alakú pajzs, amely öt vulkánt ábrázol a két tenger között. A vulkánok mögül egy frígiai sapka emelkedik ki, amely köré a függetlenség dátumát írták fel. A pajzs két oldalán nemzeti színű zászlók láthatók. A címer körül az ország nevét írták fel aranyszínű betűkkel. Alul egy sárga szalagon olvasható az ország mottója: „Dios, Union y Libertad” (Isten, egység és szabadság). A címert 1916-ban fogadták el.